# Montfort (Pireneje Atlantyckie)
Montfort – miejscowość i gmina we Francji, w regionie Nowa Akwitania, w departamencie Pireneje Atlantyckie.
Według danych na rok 1990 gminę zamieszkiwało 186 osób, a gęstość zaludnienia wynosiła 22 osób/km² (wśród 2290 gmin Akwitanii Montfort plasuje się na 991. miejscu pod względem liczby ludności, natomiast pod względem powierzchni na miejscu 1174.).